# Carlos Holmes Trujillo

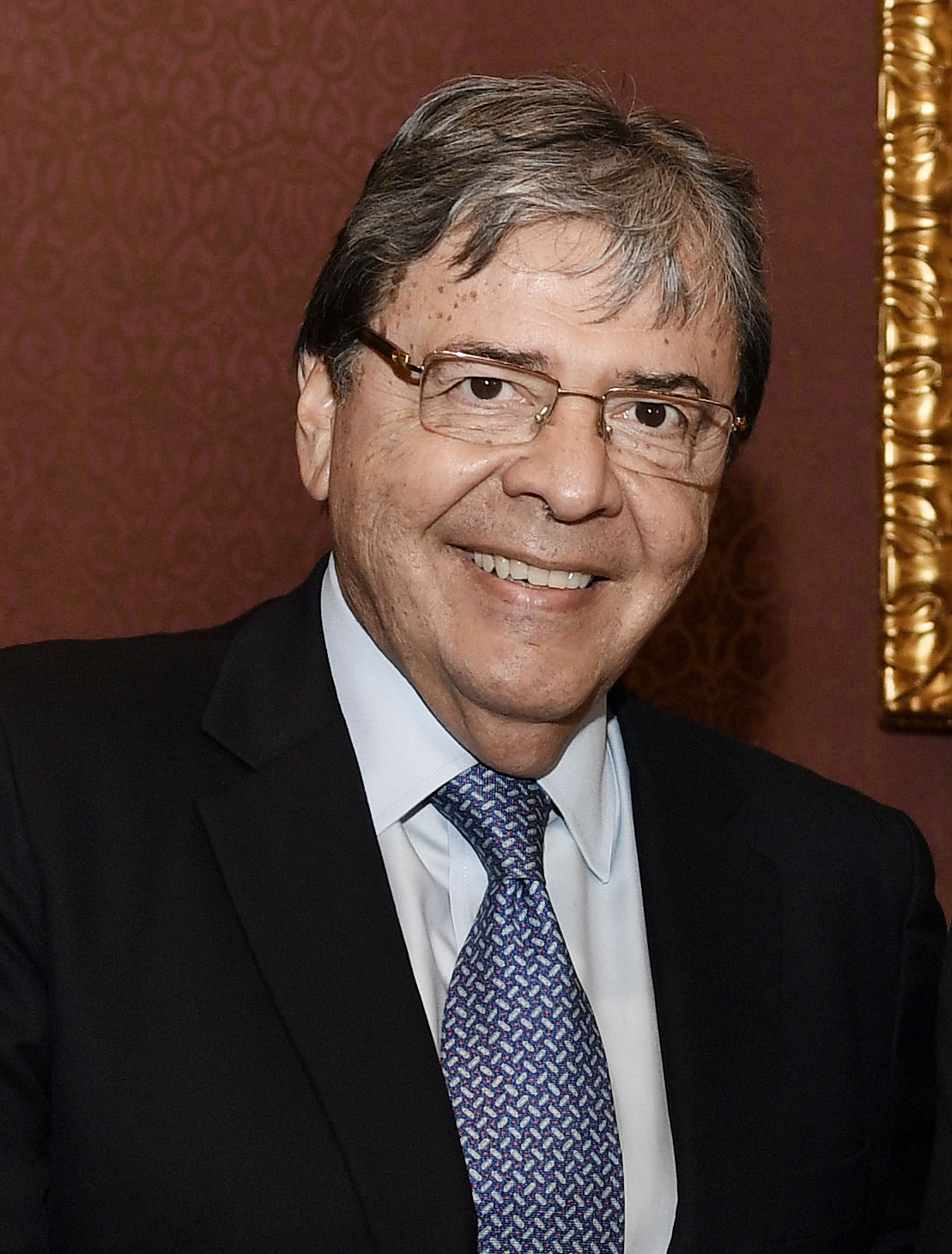
Carlos Holmes Trujillo (2018)

Carlos Holmes Trujillo García (* 23. September 1951 in Cartago; † 26. Januar 2021 in Bogotá) war ein kolumbianischer Politiker (PLC, Centro Democrático). Er bekleidete mehrere Ministerämter, unter anderem war er Außen- und Verteidigungsminister der Landes.

## Leben
Trujillo studierte Rechtswissenschaft an der Universidad del Cauca sowie Betriebswirtschaftslehre an der Sophia-Universität in Tokio (Japan). Er war ab 2001 mit Unterbrechungen Dozent an der privaten Universität Colegio Mayor de Nuestra Señora del Rosario in Bogotá.
Von Januar 1988 bis Januar 1990 war er Bürgermeister der Stadt Cali. Er gehörte der Nationalen Konstituierenden Versammlung an, die die Verfassung erarbeitete, die 1991 nach einem Volksentscheid in Kraft trat. Von Februar 1992 bis August 1993 war er Bildungsminister Kolumbiens in der Regierung von César Gaviria, von Juni 1997 bis Januar 1998 Innenminister in der Regierung von Ernesto Samper. Er war kolumbianischer Botschafter bei der Organisation Amerikanischer Staaten (1995–1997) sowie in Österreich (1998–1999), Russland (1999–2001), in Schweden (2004–2006) und in Belgien (2006–2011).
Von August 2018 bis November 2019 war er Außenminister; anschließend war er bis zu seinem Tod Verteidigungsminister in der Regierung von Iván Duque. Trujillo war zunächst Mitglied der Partido Liberal Colombiano, wurde dann einer der engsten Vertrauten des ab 2002 amtierenden Präsidenten Álvaro Uribe Vélez und dann Mitglied der von diesem 2013 gegründeten rechtskonservativen Partei Centro Democrático.
Trujillo starb am 26. Januar 2021 im Alter von 69 Jahren, nachdem er am 11. Januar 2021 wegen einer COVID-19-Erkrankung zunächst in ein Krankenhaus in Barranquilla eingeliefert und wegen seines verschlechterten Zustandes zwei Tage später in ein Militärkrankenhaus in Bogotá verlegt worden war.

## Veröffentlichungen (Auswahl)
- Colombia, drama y esperanza, 1987, ISBN 9581401776
- Salvemos a Colombia, 2017, ISBN 978-958-42-6445-9